# Nadagarodes mysolata
Nadagarodes mysolata là một loài bướm đêm trong họ Geometridae.